# Irene (ketch)
Pour les articles homonymes, voir Irène.
L’Irene (of Bridgwater) est un ancien ketch britannique construit sur un chantier naval de Bridgwater dans le Somerset.
Ce voilier-cargo est désormais classé comme monument historique par le National Historic Ships UK  depuis 1993.

## Histoire
Il faisait partie d'une flotte de petits caboteurs à voile des côtes anglaises. Il a servi, durant 53 ans, au transport de marchandises dans de nombreux ports.
Après une reconstruction complète de plus de six ans entre 2003 à 2010, il a été doté d'aménagements intérieurs pour servir de bateau de croisière.
Il peut aussi transporter des marchandises  de commerce équitable quand il est affrété par la jeune compagnie maritime TransOceanic Wind Transport pour du cabotage sur les côtes bretonnes. Sa cale peut contenir 15 à 20 m3 de fret.
Lors du Brest 2012 il a débarqué trois tonnes de bière bio anglaise pour le réseau biocoop régional.
Il était présent aux Tonnerres de Brest 2012 et Brest 2016.